# 19-та авіапольова дивізія (Третій Рейх)
19-та авіапольова дивізія (Третій Рейх) (нім. Luftwaffen Feld Division 19) — піхотна дивізія Вермахту зі складу військово-повітряних сил, що діяла як звичайна піхота за часів Другої світової війни.

## Історія
19-та авіапольова дивізія була сформована 1 березня 1943 року на основі підрозділів піхотних полків Повітряного командування «Москва» Люфтваффе у 7-му командуванні Люфтваффе (нім. VII) на навчальному центрі Берген (нім. Truppenübungsplatz Bergen) біля Целле. 19 квітня 1943 року дивізію перевели до Вернона в окупованій Франції. З липня переведена до складу LXXXIX армійського корпусу генерала від інфантерії В.фон унд зу Гільзи 15-ї армії в районі голландського Мідделбурга. Основним завданням дивізії було забезпечення берегової оборони окупованого голландського узбережжя в районі цього міста.
1 листопада 1943 року перейменована на 19-ту польову дивізію Люфтваффе, з підпорядкуванням Сухопутним військам Вермахту. 1 червня 1944 року дивізію терміново перекинули на Італійський фронт, де переформували на 19-ту штурмову дивізію Люфтваффе.

## Райони бойових дій
- Німеччина (березень — квітень 1943)
- Франція (квітень — липень 1943)
- Нідерланди, Бельгія (липень 1943 — червень 1944)

## Командування

### Командири
- Генерал-лейтенант Герман Плохер (нім. Hermann Plocher) (1 березня — 30 червня 1943)
- Генерал-лейтенант Еріх Бесслер (нім. Erich Baeßler) (1 липня 1943 — 1 червня 1944)

### Підпорядкованість
| Час      | Корпус    | Армія                       | Група армій (округ) | Штаб                         |
| -------- | --------- | --------------------------- | ------------------- | ---------------------------- |
| 1943     |           |                             |                     |                              |
| листопад | LXXXIX ак | 15 А                        | Група армій «D»     | Північна Франція, Нідерланди |
| 1944     |           |                             |                     |                              |
| січень   | LXXXIX ак | 15 А                        | Група армій «D»     | Нідерланди                   |
| травень  | —         | —                           | Група армій «B»     | Нідерланди, Бельгія          |
| червень  | LXXV ак   | Армійська група фон Цангена | Група армій «C»     | Італія                       |

### Склад
| Березень 1943                   | Січень 1944                   |
| ------------------------------- | ----------------------------- |
| 37-й єгерський полк Люфтваффе   |                               |
| 38-й єгерський полк Люфтваффе   |                               |
| —                               | 45-й єгерський полк Люфтваффе |
| 19-й артилерійський полк        |                               |
| 19-й фузилерний батальйон       |                               |
| 19-й протитанковий батальйон    |                               |
| 19-й інженерний батальйон       |                               |
| рота зв'язку                    |                               |
| дивізійне управління постачання |                               |
| 19-й запасний батальйон         |                               |